# Toško Čelo
Toško Čelo – wieś w Słowenii, w gminie miejskiej Lublana. W 2018 roku liczyła 25 mieszkańców. 